# Конвергентная эволюция

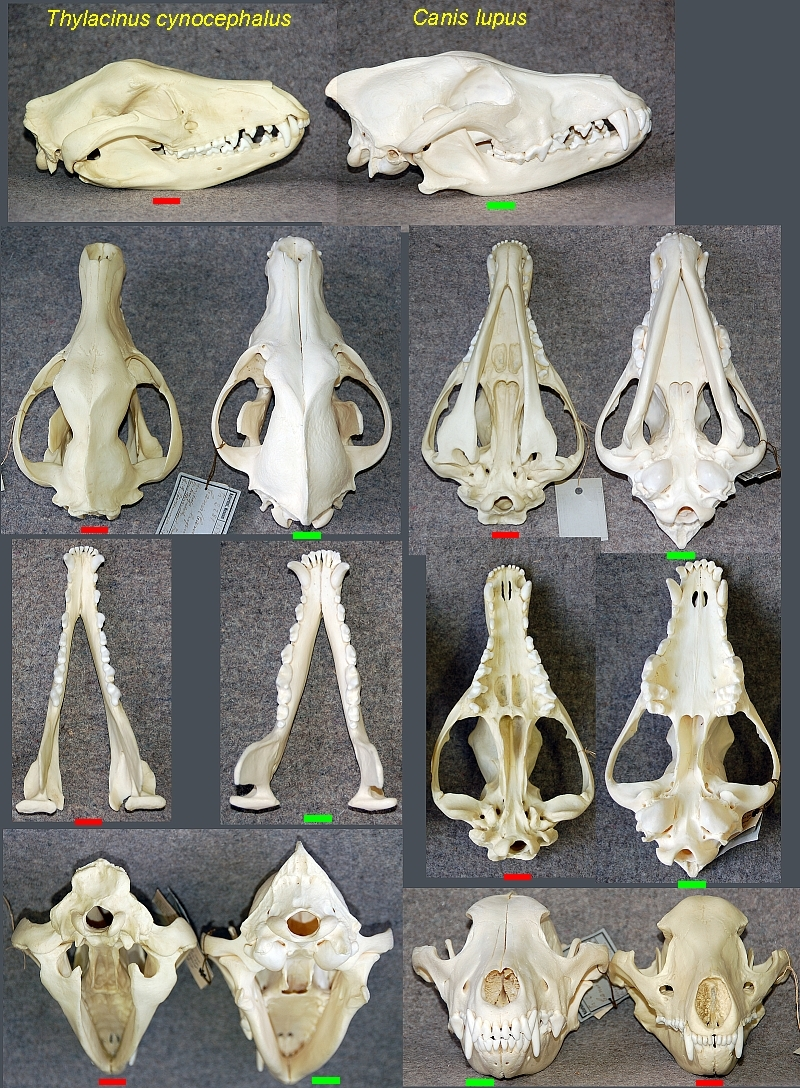
Сходство костей черепа тилацина с волчьими

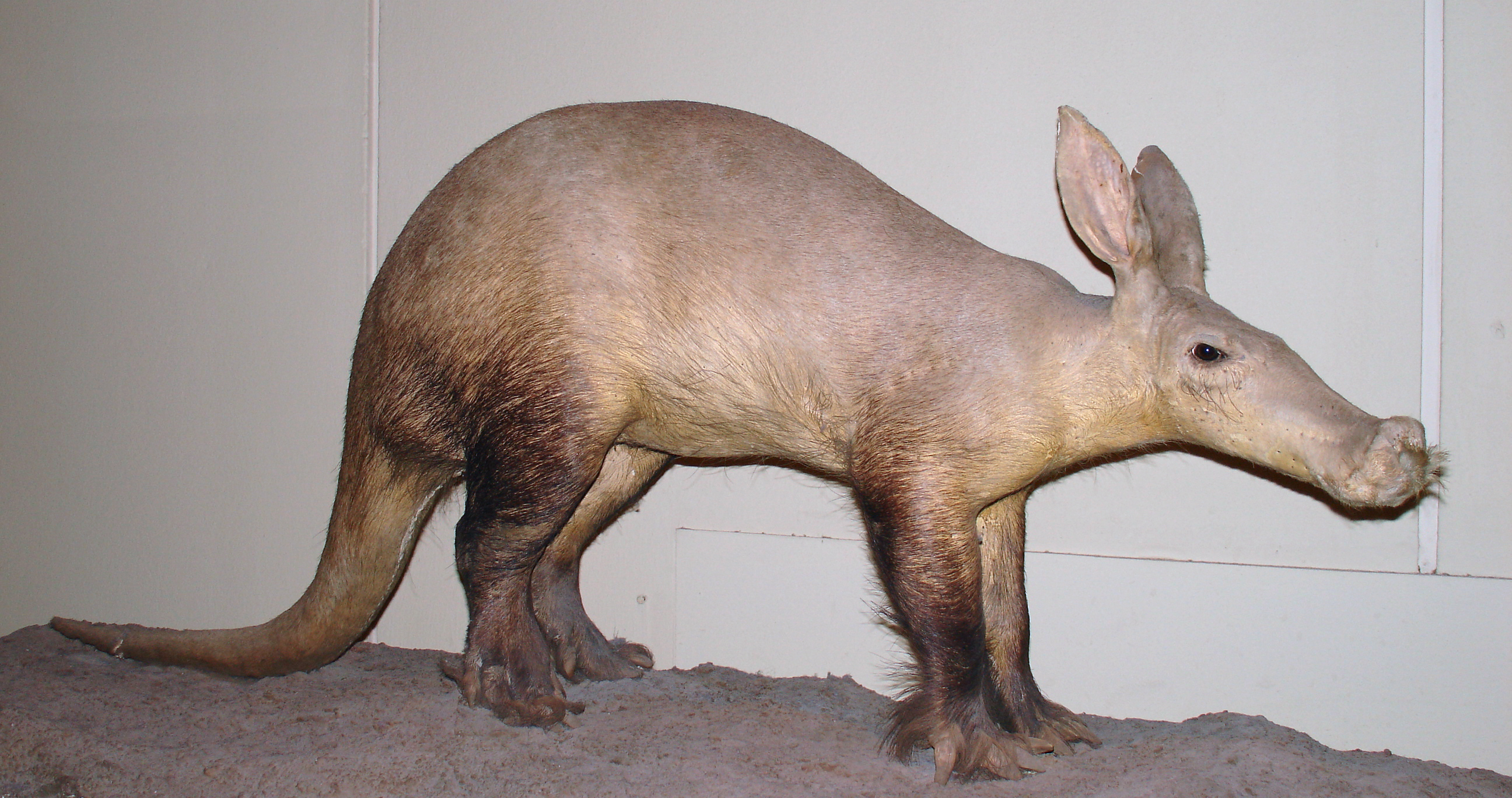
Первоначально трубкозуб из-за ряда очевидных особенностей строения был отнесён к семейству муравьедовых, однако поверхностное сходство с ними оказались результатом конвергентной эволюции

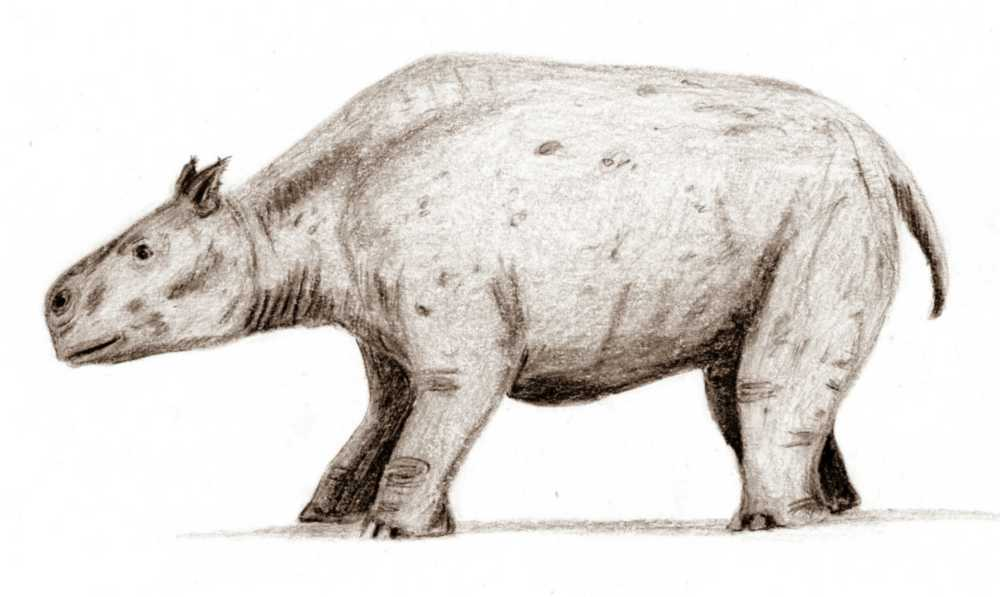
Токсодон: существовали виды южноамериканских копытных, напоминавшие вследствие конвергентной эволюции современных носорогов, не будучи их родственниками

Конверге́нтная эволю́ция (от лат. con «вместе» + vergere «направленность, стремление; склоняться») — эволюционный процесс, при котором возникает сходство между организмами различных систематических групп, обитающих в сходных условиях, то есть относящихся к одной экологической гильдии.

## Причины конвергентной эволюции

Кладистическое определение синапоморфии, аутапоморфии, апоморфии, симплезиоморфии и гомоплазии

Конверге́нция (от лат. convergere «сближаться, сходиться») в биологии — схождение признаков в процессе эволюции неблизкородственных групп организмов, приобретение ими сходного строения в результате существования в сходных условиях и одинаково направленного естественного отбора. В результате конвергенции органы, выполняющие у разных организмов одну и ту же функцию, приобретают сходное строение. Конвергентное сходство никогда не бывает глубоким. (Ср. дивергенция)
Следствием конвергентной эволюции является конвергентное сходство, то есть сходство организмов, основанное не на их родстве, а на близком наборе признаков, сформировавшемся независимо в разных группах.
Основной причиной конвергентной эволюции считается сходство экологических ниш рассматриваемых организмов.
В частности, наиболее классическим случаем конвергентной эволюции является формирование сходных форм тела у хищных акул, ихтиозавров, талаттозухий, мозазавров и зубатых китов. Экологическая ниша крупного подвижного водного хищника одинакова для всех трёх групп и выдвигает сходные требования к форме тела животного. Многие основные характеристики классов, к которым относятся три перечисленные группы, сохраняются у рассматриваемых групп. Тем не менее у ихтиозавров и зубатых китов пояс задних конечностей редуцирован.

## Примеры конвергентного сходства
- У ряда плавающих рептилий (ихтиозавров, мозазавров, завроптеригий, талаттозухий, пингвинов) и у некоторых современных морских млекопитающих (сирен и китообразных) форма тела и передних конечностей в процессе эволюции приобрела конвергентное сходство с формой тела и плавниками рыб.
- Формирование жёсткого тяжёлого скелета с защитной функцией в различных группах сидячих животных. Такие скелеты характерны для губок (Porifera), кораллов (Cnidaria, класс Anthozoa) и оболочников (тип Chordata, подтип Tunicata).
- Развитие небольшого числа пальцев в конечности лошади и страуса — для быстрого бега по степи.

| Тунец — рыба | Ихтиозавр — рептилия | Пингвин — птица | Дельфин — водное млекопитающее, близкое к бегемотам | Дюгонь — водное млекопитающее, близкое к слонам |
|              |                      |                 |                                                     |                                                 |

### Примеры конвергенции среди растений, грибов и лишайников
- уснея (лишайники) — тилландсия уснеевидная (цветковые растения)
- сморчок и строчок (аскомицеты) — весёлка (базидиомицеты)
- фиалка (мальпигиецветные) — сенполия (ясноткоцветные) — цикламен (верескоцветные)
- пальмы (цветковые растения) — древовидные папоротники (папоротники)
- плаун (плауновидные) — толстянка плауновидная (цветковые растения)
- крапива (крапивоцветные/розоцветные) — мята (ясноткоцветные) — сныть (зонтичные)
- кактусы (гвоздикоцветные) — суккулентные молочаи (мальпигиецветные)
- обычные папоротники (папоротниковидные) — спаржа перистая (цветковые растения)
- туя и кипарисовик (хвойные) — спаржа маловетвистая (цветковые растения)
- лён (цветковые растения) — кукушкин лён (мхи)

### Примеры конвергенции среди членистоногих
- Каллиграмматиды («бабочки юрского периода») и чешуекрылые (бабочки)
- Стрекозы и муравьиные львы
- Мантиспы и богомолы
- Мухи (двукрылые) и цикады (полужесткокрылые)
- Карцинизация у ракообразных

### Примеры конвергенции среди птиц
- тинаму (бескилевые) — куропатки и куры (курообразные) — камышницы (журавлеобразные)
- пингвины (пингвинообразные) — чистиковые (ржанкообразные)
- альбатросы (трубконосые) — чайки (ржанкообразные)
- стрижи (стрижеобразные) — ласточки (воробьинообразные)
- крохали (гусеобразные) — поганки (поганкообразные) — гагары (гагарообразные)

### Примеры конвергенции среди млекопитающих
Для сравнения приведены только роды и виды, относящиеся к различным отрядам или более высоким таксонам
- пума (кошачьи) — фосса (мадагаскарские виверры, вероятно произошли от мангустообразного предка, пересекшего Мозамбикский пролив в позднем олигоцене или в раннем миоцене: от 20 до 30 миллионов лет назад)
- ежи (насекомоядные) — большие тенреки (афросорициды) — ехидны (однопроходные) — дикобразы и американские дикобразы (грызуны)
- волки (псовые) — сумчатые волки (сумчатые) — пятнистые гиены, полосатая гиена, бурая гиена (гиеновые) — гиенодоны, диссопсалисы (креодонты) — мезонихии (китопарнокопытные)
- Ужасный волк (Псовые) — Pachycrocuta (Гиены)
- лошади (непарнокопытные) — диадиафорусы (литоптерны) — нотогиппиды (нотоунгуляты)
- мары (грызуны) — протипотерии (нотоунгуляты) — зайцы и кролики (зайцеобразные)
- саблезубые кошки, нимравиды, барбурофелиды (хищные) — тилакосмил (сумчатые) — махероиды и апателурусы (креодонты)
- лев (хищные) — сумчатый лев (сумчатые)
- носороги, диноцераты (лавразиотерии) — арсинойтерии (афротерии)
- белка (грызуны) — тупайя (тупайеобразные) — сумчатая белка (двурезцовые сумчатые) — копидодон (цимолесты) — плезиадапис (приматы)
- слон (хоботные) — пиротерии и астрапотерии (южноамериканские копытные)
- муравьеды (неполнозубые) — панголины (собственный отряд;) — трубкозубы (афротерии) — Сумчатые муравьеды (сумчатые)
- приматы (эуархонтоглиры) — ленивцы (неполнозубые)— археопитеки и нотопитеки (нотоунгуляты)
- гиппопотам (парнокопытные) — корифодон (цимолесты)
- настоящие тюлени, моржи и каланы (хищные) — сирены и десмостилии (афротерии)
- макраухении (литоптерны) — палеотерии (непарнокопытные)
- тапиры (непарнокопытные) — свиньи (парнокопытные)
- кроты (насекомоядные) — златокроты (афросорициды) — сумчатые кроты (сумчатые)
- крысы (грызуны) — сумчатые крысы (сумчатые)
- тушканчики (грызуны) — сумчатые тушканчики (сумчатые)
- мешотчатые прыгуны (грызуны) — кенгуровые крысы (сумчатые)
- землеройки (насекомоядные), мыши (грызуны), сумчатые мыши (сумчатые)
- ящеры (Laurasiatheria) — броненосцы (Xenarthra)
- росомаха и медоед (куньи) — тасманийские дьяволы (Сумчатые)
- енот (Енотовые) — енотовидная собака (Псовые)
- куница (собакообразные) — пятнистые и полосатые сумчатые куницы (сумчатые) — мангусты (кошкообразные)
- Во́мбаты (Двурезцовые сумчатые) — Сурки́ (Грызуны)
- Водяные оленьки (Оленьковые) — Паки (Грызуны)
- пищуха (зайцеобразные) — хомяки и морские свинки (грызуны)
- фенек — барханный кот

### Примеры конвергенции между представителями отличающихся классов
- Крайне схожее строение глаз у позвоночных и головоногих — глазные яблоки с сетчаткой, хрусталиком и зрачком.
- Сворачивание в шар при опасности: броненосцы (класс млекопитающие) и самки тараканов ряда видов из рода Perisphaerus (=Corydidarum=Trichoblatta[2]) (класс насекомые) обладают большим числом твёрдых щитков (чешуек) на спине. В обычном состоянии они имеют вытянутую форму, но будучи потревоженными, они образуют почти идеальный шар.[3][4]
- Представители отряда химерообразные схожи с костными рыбами, но относятся к хрящевым.
- Усоногие (членистоногие) в ходе эволюции обзавелись внешними раковинами, как и многие моллюски
- Внешне схожее строение лап у кротов и медведок, приспособленных для рытья нор под землёй.
- Внешняя схожесть в строении тела и крыльев у птицы колибри и мотылька языкана обыкновенного. И те и другие собирают нектар на лету.
- Деревья, например хвойные деревья, произошедшие от голосеменных и широколиственные/листопадные, произошедшие от цветковых. Многие хвойные и листопадные деревья имеют схожее внешнее строение, в том числе образуют годичные кольца.
- Расположение глаз у позвоночных разных клад. У травоядных видов (например копытных, цератопсов или тапиноцефалов) глаза разведены по разным сторонам для обеспечения крупного обзора. У хищных (например кошачьих, ястребиных или тероцефалов) глаза смещены вперёд для бинокулярного зрения.

## См. также

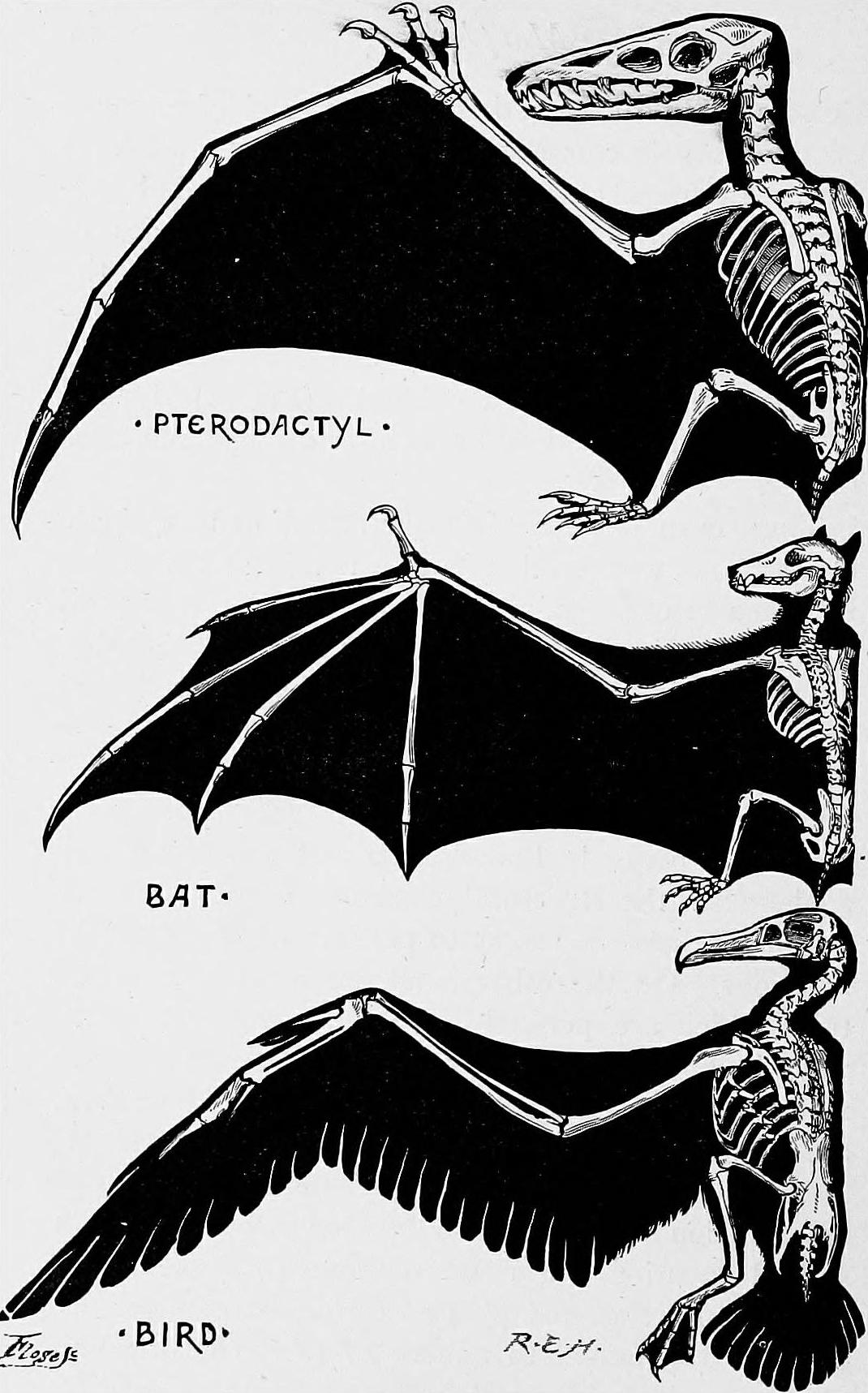